# 雅克·奥克斯
雅克·奥克斯（法語：Jacques Ochs，1883年2月18日—1971年4月3日），生于法国尼斯，比利时男子击剑运动员。他曾获得1912年夏季奥运会击剑比赛男子重剑团体金牌，他也在该届奥运会参加了两个个人小项。